# The End of the Game (album)
The End of the Game è un album del musicista blues rock Peter Green, che fu tra i fondatori dei Fleetwood Mac e membro nel periodo 1967-70. Questo fu il suo primo disco da solista, registrato nel giugno 1970, appena un mese dopo aver lasciato i Fleetwood Mac.

## Tracce
1. Bottoms Up - 9:05
2. Timeless Time - 2:37
3. Descending Scale - 8:17
4. Burnt Foot - 5:16
5. Hidden Depth - 4:54
6. The End of the Game - 5:08

## Musicisti
- Peter Green - chitarra
- Zoot Money - pianoforte
- Nick Buck - tastiere
- Alex Dmochowski - basso
- Godfrey Maclean - percussioni

## Produzione
- Produced by Peter Green
- Recording Engineer - Martin Birch
- Cover Design by Afracadabra
- Photographs - Keystone